# Oneirodes melanocauda
Oneirodes melanocauda es una especie de pez del género Oneirodes, familia Oneirodidae, orden Lophiiformes. Fue descrita científicamente por Bertelsen en 1951.
Especie inofensiva para el ser humano. Puede alcanzar los 2000 metros de profundidad.

## Descripción
Su longitud estándar es de 1,6 centímetros.

## Distribución
Se distribuye por el mar de China.